# Zlatý holky (hudební skupina)
Zlatý holky jsou česká folková hudební skupina, která vznikla roku 1980 v Jablonci nad Nisou. Skupina hraje výhradně autorské písně Marcela Štěpánka, který je zároveň vedoucím skupiny. Většina písní se nějakým způsobem vztahuje k Jizerským horám, skupina proto vystupuje téměř výhradně na Jablonecku a Liberecku. První CD skupině vyšlo roku 2009 a je nazvané Jizerský písničky.

## Členové skupiny
- Marcel Štěpánek – kytara, zpěv
- Jaromír Cvejn – kontrabas, zpěv
- Veronika Jiráčková – flétna, zpěv
- Barbora Brtnová – housle, zpěv
- Vladimír Vlášek – saxofon, zpěv
- Simona Jašová, Marie Bémová, Olga Haringová, Věra Haringová, Michaela Staňková, Jindra Drábková, Tereza Perniklová – zpěv

## Diskografie

### CD
- Jizerský písničky, 2009
- Písně horskejch plání, 2010
- Když mraky táhnou, 2011
- U nás na horách, 2013
- Jizerská dračice, 2017
- Jizerskej čaj, 2019